# Harmost
Een Harmost voerde een garnizoen in de veroverde steden van Spartanen aan.
Na de Peloponnesische Oorlog (431-404 v.Chr.) had Sparta in Griekenland de hegemonie bereikt. Reeds in de eindfase van de oorlog werden voor de veiligstelling van de Spartaanse overheersing in strategisch belangrijke poleis troepencontingenten onder leiding van een harmost geïnstalleerd. Deze militaire ambtenaren werkten met garnizoenen, hoofdzakelijk bestaand uit Perioiken, Neodamoden en huurlingen. Het systeem van harmosten werd af en toe ondersteund door de instelling van een oligarchie in de respectieve stadstaten. Hier spelen de zogenaamde dekarchiën, "decimale commissies" voor het uitschrijven van oligarchische maatregelen, een rol, maar het systeem van de dekarchiën werd rond 390 v.Chr. flink teruggeschroefd. De garnizoenen en harmosten waren in de Spartaans-Perzische oorlog (400-394 v.Chr.) en in de Korinthische Oorlog (395-387 v.Chr.) van belang.
De term harmost was ook in zwang bij de Thebanen.

## Referentie
- R. Schulz, Athen und Sparta (Geschichte kompakt. Antike), Darmstadt, 2003, pp. 129-.